# New Attitude (EP)
New Attitude es el primer álbum EP de la banda estadounidense de rock experimental Dirty Projectors. Es una combinación de canciones de rock, canciones orquestales como las de Slaves' Graves and Ballads, y una canción en vivo grabada en 2006. Dave Longstreth ha dicho que la imagen central del EP es una de dos ovejas contándose entre sí para quedarse dormidas. —un tema que aparece en dos pistas como lo indican las líneas "Counting one, one, one, one, one..." La última canción fue el sencillo principal del EP, y fue revisada por Pitchfork Media unos meses antes del lanzamiento.

## Lista de canciones
| N.º | Título | Duración |  |
| 1.  | «Fucked for Life» | 3:26     |  |
| 2.  | «Two Sheep Asleep» | 4:48     |  |
| 3.  | «Imagine It» | 3:23     |  |
| 4.  | «Likeness of Uncles» | 3:33     |  |
| 5.  | «Two Young Sheeps» (Has the same lyrics as "Two Sheep Asleep")                                                               | 8:08     |  |
| 6.  | «Darkened Car» | 3:32     |  |
| 7.  | «To the Mall» (Also called "At the Mall" on the vinyl release and "Katy at the Mall, Pts. 1 & 2" when reviewed as a single.) | 4:05     |  |